# Sforzinda

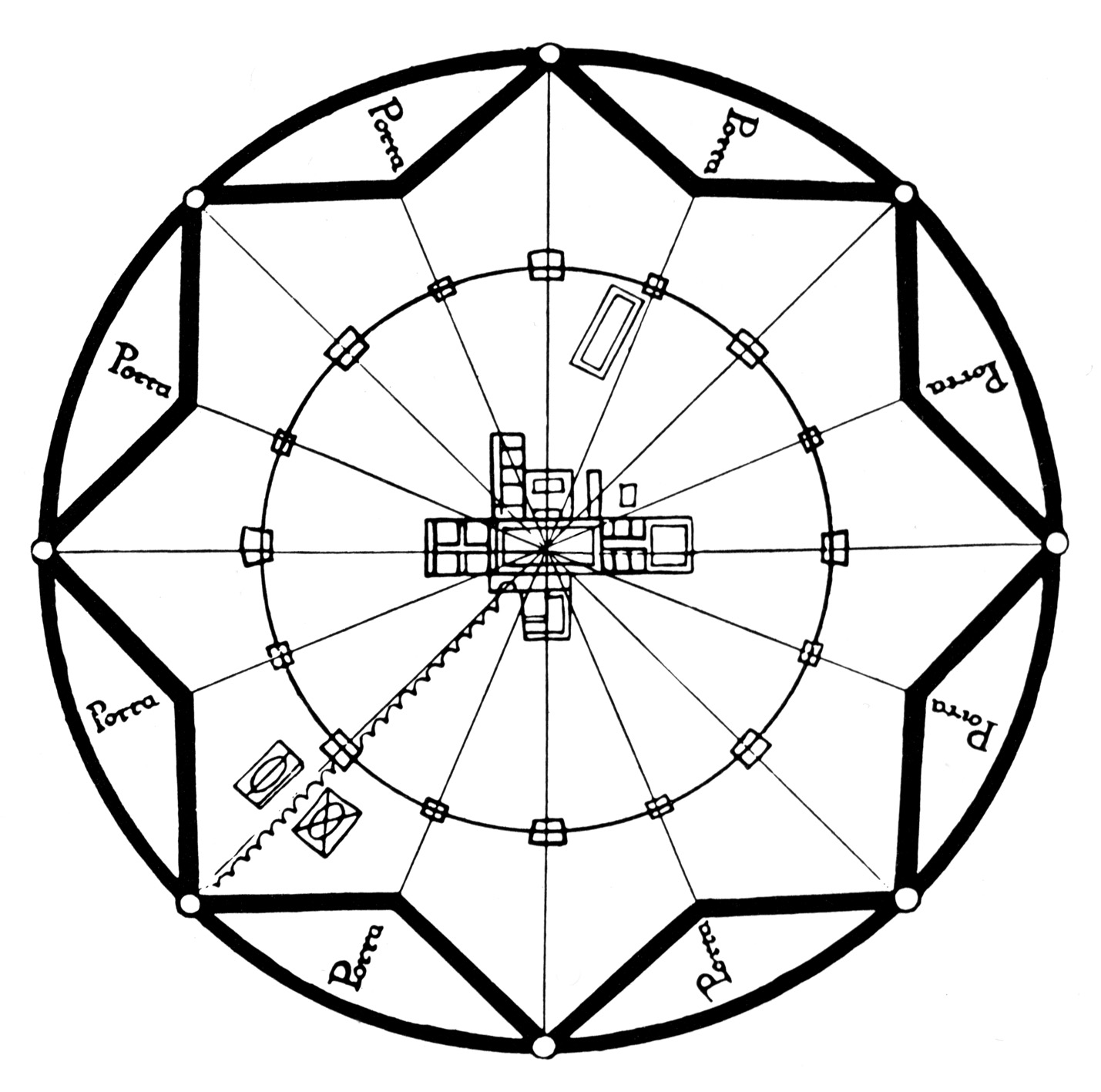
Pianta di Sforzinda

Sforzinda è la città immaginaria su cui si sviluppa il Trattato di Architettura, datato intorno al 1464, di Antonio Averlino detto il Filarete.
Il nome della città è un omaggio che il Filarete fa alla famiglia Sforza. Il Duca di Milano, Francesco Sforza, l'aveva infatti chiamato nel 1460 alla corte milanese per educare il figlio Galeazzo Maria Sforza, al quale è destinata l'opera.
La città non è quindi mai esistita, anche se Filarete trovò il modo, nella descrizione degli edifici monumentali, di fare riferimento a progetti e opere realmente realizzate. Ad esempio, nel libro XI del trattato, si parla dell'ospedale che sarà realizzato nella città; leggendo attentamente si possono notare grandi affinità con l'Ospedale Maggiore di Milano di cui il Filarete diresse i lavori.
La città si sviluppa su una pianta a otto punte, ottenuta sovrapponendo due quadrati ruotati rispettivamente di 45°, perfettamente inscritta in un cerchio, il quale rappresenta il fossato. La forma stellare corrisponde alla cinta muraria che anticipa la definizione del fronte bastionato che sarà sviluppato alcuni decenni dopo per adeguarsi allo sviluppo delle armi militari. Ad ogni punta della stella si colloca una torre, mentre ad ogni conca corrisponde una delle otto porte. Tutti gli accessi alla città avvengono tramite grandi portali. Da ogni porta e da ogni torre parte una viabilità rettilinea che raggiunge il centro della città, dove si apre una piazza circondata da edifici. Una corona di piazze minori si trova a circa metà dei sedici assi viari.
Nel trattato Averlino si occupa anche dei dintorni della città dove individua due castelli che dominano la valle e la città sottostante e una città portuale, Plusiopolis, dove localizza l'episodio mitico ed emblematico del ritrovamento di un prezioso codice con i disegni di antichi edifici che il Duca decide di ricostruire nella sua città, riallacciando i rapporti tra antico e moderno.
Filarete, oltre che della definizione geometrica a scala urbana di Sforzinda, si occupa anche dei suoi edifici più importanti, come il Palazzo del Signore, le prigioni, la zecca, l'ospedale, le chiese principali e via dicendo di cui vengono riferite con chiarezza le principali caratteristiche, ma non definite le relazioni spaziali a scala urbana.
Infatti la scala dimensionale della città è enorme rispetto alle città dell'epoca e non consente a Filarete una chiara definizione degli spazi urbani. L'autore non riesce a conciliare la scala del disegno geometrico complessivo, che comprende un fossato circolare di circa 5 km e assi viari rettililei di oltre 2 km, con la scala degli edifici e con la definizione del tessuto edilizio per il quale non dà alcun'indicazione, forse non riuscendo a conciliare la struttura radiale delle principali strade con la maglia ortogonale implicita della rappresentazione del centro della città.
Il Filarete presta comunque molta attenzione al carattere funzionale della progettazione di Sforzinda, prevedendo canali navigabili (come a Milano), zone differenziate per i vari ceti sociali, piazze destinate ai mercati, arrivando ad indicare aspetti di dettaglio come l'inclinazione che le strade devono avere per poter far scorrere le acque reflue.
Per i suoi caratteri la città rimane, però, solo un progetto utopistico e per certi aspetti solo un mezzo per raccontare l'arte del progettare e del costruire in un momento di grandi cambiamenti, in maniera originale e quasi romanzesca.